# Dajak
Dajak je vrsta čamca koja se koristi na rijeci Vrbas na području Banje Luke.

## Istorija
Čamac je ranije korišten u trgovačke svrhe, za prevoz robe sa obale na obalu, i uzvodno ili nizvodno. Vrijednost ove trgovine veže se uglavnom za lokalno stanovništvo.
Pretpostavlja se da je specifičan način vožnje čamca na Vrbasu proistekao zbog konfiguracije korita rijeke, koja je u Banjoj Luci još uvijek planinska, brza i najvećim dijelom plitka sa kamenim i stjenovitim (sedra) dnom. Iz toga je upravo proistekla konstrukcija čamca, dugog, uskog i plitkog gaza, kako bi u praksi savladali brzake Vrbasa. Plićaci ne dozvoljavaju uptrebe motornih čamaca, a brzina rijeke onemogućava korištenje običnih čamaca.
Sam čamac, još od svog postanka imao je specifičan izgled i oblik trupa prilagođen brzom Vrbasu. Dužine su varirale od šest do devet metara, a širine od 70 centimetara do metra u zavisnosti od namjene i majstora koji ga je pravio. Težina je varirala od 120 do 180 kilograma zbog katrana kojim je čamac premazivan radi zaštite.

## Osobine čamca
Dajak naziv obrađenog komada drveta kojim se gura čamac. Upravo taj komad drveta, po kojem se naziva čamac, služi za odgurivanje, daje čamcu potrebno ubrzanje za rijeku, a koristi se zbog relativno male dubine gdje veslo ne bi bilo od pomoći. Drvo ima poseban špic ili šticu iz dva spojena dijela. Prvi dio je komad metalne cijevi u koji ulazi kraj drveta, odnosno dajak, a na koju se nastavlja oštri čelični špic velike tvrdoće, posebno obrađen u kovačnicama.
Štica je dugačka do 25 centimetara, a pored visoke tvrdoće treba da posjeduje optimalnu težinu zbog balansa dajaka. Sam dajak je dugačak četiri metra i poželjno je da je što lakši. Izrađuje se od jelove građe vrhunskog kvaliteta i pravilnih godova. Valjkastog je oblika, a treba da je dovoljno gladak da ne stvara povrede na rukama vozača, a u isto vrijeme dovoljno hrapav da ne klizi iz ruku. 
Čamci sa dajakom koji uz izvjesne prepravke i dorade u kasnijim šezdesetim godinama dobijaju savremen izgled. Najupečatljiviji detalji su krma i špic koji se izrađuju od jednog komada drveta - bagrema, jasena, hrasta, rjeđe trešnje, pa čak i mahagonija.

## Status
Prije i poslije Drugog svjetskog rata čamac je bio statusni simbol porodice koja ga je posjedovala i pokazatelj imućnosti vlasnika. Baš zbog te stvari vrbaski čamac je duboko usađen u kulturno naslijeđe Banje Luke, što je ukupno donosilo posebnu popularnost dajakašima, a samim tim i njihovu porodicu činilio poznatom.
Novija istorija vrbaskog čamca se, zadnjih četrdeset godina, veže isključivo za braću iz stare banjalučke porodice italijanskog porijekla Marija (Mario) i Antonija (Antonio) Zamolo. Tonči (Antonije) je napravio malu revoluciju u izradi trupa, jer izbacuje katran iz upotrebe i time značajno smanjuje težinu, tako da ni najteži čamac ne prelazi 120 kilograma. Uveo je bezbojni lak i unutrašnje spajanje dasaka čime dobija na čvrstoći. Danas, sinovi Antonija i njegove žene Mare, Andrej i Dario Zamolo, održavaju Dajak klub u Banjoj Luci koji je mnoge mlade naučio voženju čamca simboličnog za njihov grad.